# غيل إكويم
غيل إكويم (30 مايو 1959

 في بوردو) (بالفرنسية: Gilles Eyquem)‏ لاعب كرة قدم فرنسي معتزل كان يجيد اللعب في خط الدفاع وحاليا مدرب منتخب فرنسا للأشباب تحت 16 سنة .
لعب إكويم في أندية بوردو (1977-1982) غينغان (1982-1983) كان (1983-1985) نيور (1985-1987) أنغرز (1987-1989) تشيربورغ (1989-1991) .
تولى إكويم تدريب أندية تشيربورغ (1989-1991) وأغين .

## روابط خارجية
- غيل إكويم على موقع قاعدة بيانات كرة القدم.إي يو (الإنجليزية)
- غيل إكويم على موقع عالم كرة القدم.نت (الإنجليزية)